# مزرعه بلوک زهرا
مزرعه بلوک زهرا یک منطقهٔ مسکونی در ایران است که در دهستان زهرای بالا واقع شده‌است. مزرعه بلوک زهرا ۱۸ نفر جمعیت دارد.